# Anelaphus robi
Anelaphus robi là một loài bọ cánh cứng trong họ Cerambycidae.